# 사우디아라비아의 대외 관계
사우디아라비아의 대외 관계는 사우디아라비아와 전 세계 다른 국가들 간의 외교 및 무역 관계이다. 사우디아라비아의 외교 정책은 석유를 수출하는 걸프 국가들과의 협력, 아랍 세계의 단결, 이슬람 연대, 유엔에 대한 지원에 중점을 두고 있다. 실제로 최근 몇 년간 주요 관심사는 미국과의 관계, 사우디아라비아 주도의 예멘 개입, 이스라엘-팔레스타인 분쟁, 이라크, 이란의 위협 인식, 유가 상승 등이다. 사우디아라비아는 무슬림 국가들에 막대한 개발 원조를 제공하고 있다. 1986년부터 2006년까지 사우디아라비아는 490억 파운드의 원조를 기부했다.
OPEC의 창립 회원국으로서 사우디아라비아의 장기 유가 정책은 가격을 안정적이고 완만하게 유지하는 것이었다. 이는 대량의 수익을 올릴 수 있을 만큼 높지만, 석유 수입국들 사이에서 대체 에너지원을 장려하거나, 많은 금융 자산이 위치하고 사우디아라비아 정부에 정치적 및 군사적 지원을 제공하는 서방 국가들의 경제를 위협할 정도는 아니었다. 이에 대한 주요 예외는 1973년 석유 파동 동안 사우디아라비아가 다른 아랍 석유 국가들과 함께 석유 공급 금수 조치를 사용하여 미국이 이스라엘 지원을 중단하도록 압력을 가했을 때 발생했다.

## 각국별 대외 관계

### 아시아

#### 대한민국
대한민국과 사우디아라비아의 연결고리는 7~8세기 아랍 상인들이 통일신라에 온 옛 시대부터 역사적으로 강력했다. 이는 양측의 정권 교체에도 불구하고 대한민국과 아랍 세계 간의 무역이 성장하는 결과를 가져왔다.
1973년부터 1984년까지 사우디아라비아의 다양한 프로젝트에 총 약 72만 명의 한국인 근로자가 고용되었다. 사우디아라비아로의 한국인 이주는 1982년과 1983년에 정점을 찍었으며, 그 해에 각각 122,000명 이상의 한국인이 사우디아라비아에 입국하여 이 지역으로의 한국인 이주의 70% 이상을 차지했다. 그러나 1985년까지 사우디아라비아에 입국하는 한국인 수는 58,924명으로 감소하여 전체 지역적으로 감소 추세를 보였다. 2015년 기준 사우디아라비아에는 5,189명의 한국인이 거주하고 있다.

#### 이란
사우디아라비아와 이란의 관계는 수니파 이슬람과 시아파 이슬람의 차이로 인해 역사적으로 긴장감을 느껴왔다. 사우디아라비아와 이란은 이슬람 다수 국가이지만 긴장, 의심, 적대감으로 가득 차 있다. 관계 개선을 위한 다양한 시도가 있었지만 지속적인 성공을 거둔 국가는 없다. 사우디아라비아와 이란은 모두 이슬람 리더십에 대한 열망을 가지고 있으며 두 나라 모두 지역 질서에 대한 비전이 다르다. 이슬람 혁명 이후 반미 정책을 엄격하게 따랐던 이란은 항상 사우디아라비아를 페르시아만 지역에서 미국의 이익을 대변하는 미국의 대리인으로 간주했다. 반대편에 있는 사우디아라비아의 이란에 대한 우려는 주로 사담 후세인 이후 이라크를 중심으로 페르시아만 지역의 다른 지역으로 영향력을 확대하려는 계획과 자체 핵무기 건설 추진과 관련이 있다.
정치 이념과 통치 방식의 차이도 양국을 분열시켰다. 이란의 경우 사우디아라비아와 다른 아랍 국가에서 볼 수 있는 것처럼 이슬람에는 군주제 정권이 들어설 자리가 없다고 한다. 사우디아라비아와 이란 사이에는 에너지 차이가 세 번째 긴장의 원인이다. 사우디아라비아는 이란의 석유 매장량이 적고 인구가 많은 국가에 비해 글로벌 석유 시장을 장기적으로 바라볼 여력이 있고 가격을 낮출 유인이 있는 반면, 이란은 단기적으로 높은 가격에 집중할 수밖에 없다.

#### 이스라엘
아랍 연맹의 헌장 회원국인 사우디아라비아는 1967년부터 팔레스타인의 주권 권리를 지지해 왔으며, 점령지에서 철수할 것을 촉구해 왔다. 최근 몇 년 동안 사우디아라비아는 이스라엘과의 협상의 타당성에 대한 관점을 바꾸고 있다. 사우디아라비아는 아랍 국가들과의 평화를 위해 1967년 6월, 이스라엘의 점령지 철수를 요구했고, 당시 압둘라 왕세자는 2002년 철수를 기반으로 한 다자 평화 제안을 연장했다. 당시 이스라엘은 이 제안에 응답하지 않았다. 2007년 사우디아라비아는 다시 공식적으로 아랍-이스라엘 분쟁의 평화적 해결을 지지했다.

### 아메리카

#### 미국
미국은 1931년에 압둘아지즈 알사우드 국왕의 정부를 인정했다. 1930년대에 스탠더드 오일의 석유 탐사가 시작되었다. 1943년까지 사우디아라비아에는 미국 대사가 상주하지 않았지만, 제2차 세계 대전이 진행되면서 미국은 사우디아라비아 석유가 전략적으로 중요하다고 믿기 시작했다. 알사우드 국왕은 1945년 2월 14일, 프랭클린 D. 루스벨트 미국 대통령과 3일간의 회담을 가졌다.